# 1 E-9 m
Pour aider à comparer les ordres de grandeur des différentes longueurs, voici une liste de longueurs comprises entre 1 nanomètre et 10 nanomètres.
- 1 nm, c'est 10–9 mètre
- 1 nm = 1000 picomètres = 10 angströms
- 2 nm, diamètre de la double hélice d'ADN
- 7 nm, épaisseur de la membrane cellulaire